# Marlon Negrete Martínez
Marlon Negrete (Barranquilla, 1 de septiembre de 1986) es un futbolista colombiano. Juega de extremo o delantero y actualmente juega para |F. C. Chimaltenango
en la Primera División de Guatemala.

## Trayectoria
Se formó en las divisiones menores del Junior de Barranquilla. En 2010, fue contratado por pedido expreso de José Torres para jugar en el Inti Gas de la Primera División del Perú. Jugó 17 encuentros en el Campeonato Descentralizado 2010 y anotó cinco goles. Llegó como volante de creación y terminó como delantero . En el 2011 regresó a su país Colombia para debutar con el Unión Magdalena de la ciudad de Santa Marta.
En el 2014 sale campeón de la Primera B 2014 con el Jaguares de Córdoba.
En el 2018 sale campeón de la Primera División de Guatemala con el equipo de Santa Lucía Cotzumalguapa siendo el goleador del equipo con 14 anotaciones.
En el 2019 asciende directo con el equipo de Santa Lucía Cotzumalguapa a la Liga Nacional de Guatemala y la Fedefut avala la propuesta siendo Campeón del torneo apertura 2018 y líderes de la tabla general con 60 puntos.

## Clubes
| Club                      | País                | Año                 | Partidos | Goles |
| ------------------------- | ------------------- | ------------------- | -------- | ----- |
| Inti Gas                  | Perú                | 2010                | 17       | 7     |
| Unión Magdalena           | Colombia            | 2011                | 5        | 0     |
| San Francisco             | Panamá              | 2012                | 14       | 2     |
| Llaneros                  | Colombia            | 2013                | 5        | 0     |
| Jaguares de Córdoba       | Colombia            | 2014                | 8        | 0     |
| Deportivo Mictlán         | Guatemala           | 2015 - 2016         | 35       | 10    |
| Deportivo Petapa          | Guatemala           | 2016 - 2017         | 38       | 10    |
| Universidad San Carlos    | Guatemala           | 2017 - 2018         | 16       | 5     |
| Rosario                   | Guatemala           | 2018                | 12       | 6     |
| Santa Lucía Cotzumalguapa | Guatemala           | 2018 - 2019         | 28       | 14    |
| Deportivo Mictlán         | Guatemala           | 2019                | 6        | 3     |
| Deportivo Siquinalá       | Guatemala           | 2019 - 2020         | 18       | 3     |
| Sanarate                  | Guatemala           | 2020                | 10       | 6     |
| Achuapa                   | Guatemala           | 2021 -              | 20       | 2     |
| Deportivo San Pedro       | Guatemala           | 2021 -              | 11       | 8     |
| Sanarate                  | Guatemala           | 2022-               | 16       | 5     |
| F. C. Chimaltenango       | Guatemala           | 2023                | 16       | 9     |
| Deportivo Fraijanes       | Guatemala           | 2023                | 16       | 8     |
| Total en su carrera       | Total en su carrera | Total en su carrera | 292      | 98    |